# Wilhelmsia physodes
Wilhelmsia physodes là loài thực vật có hoa thuộc họ Cẩm chướng. Loài này được (Fisch. ex Ser.) McNeill miêu tả khoa học đầu tiên năm 1960.